# Manisaspor
Manisaspor este un club de fotbal din Manisa, Turcia.Echipa susține meciurile de acasă pe Manisa 19 Mayis Stadi cu o capacitate de 17.000 de locuri.